# Wysschaja Hockey-Liga B
Die Wysschaja Hockey-Liga B (russisch Первенство Высшей хоккейной лиги, übersetzt Meisterschaft der Obersten Hockey-Liga, auch russisch Российская хоккейная лига, in der Saison 2010/11 russisch Первенство России среди клубных команд регионов, davor „Erste Liga“ russisch Первая лига) ist seit 1996 die dritthöchste Eishockeyspielklasse in Russland nach der erstklassigen Kontinentalen Hockey-Liga (KHL) und der zweitklassigen Wysschaja Hockey-Liga (WHL). 

## Geschichte
Die Perwaja Liga wurde in den 2000er Jahren in vier regionalen Staffeln ausgetragen, deren Spielbetrieb den regionalen Eishockeyverbänden unterlag. Eine Ausnahme bildete die Zentral-Division, die direkt von russischen Verband betrieben wird. Die Sieger der vier Staffeln nahmen an der Aufstiegsrelegation der Wysschaja Liga teil.
Die Liga setzte sich teilweise aus den zweiten Mannschaften der in den oberen Spielklassen ansässigen Klubs zusammen, die ihre Nachwuchsspieler an das Wettkampfniveau im Profibereich heranführen wollten.
In den 2010er Jahren wurde der Spielbetrieb der dritten Spielklasse mehrfach reformiert und die Liga entsprechend umbenannt. So wurde die Spielklasse in der Saison 2010/11 als Первенство России среди клубных команд регионов bezeichnet, anschließend als Российская хоккейная лига. Seit 2015 trägt sie den offiziellen Namen Первенство Высшей хоккейной лиги, übersetzt Meisterschaft der Obersten Hockey-Liga, im allgemeinen Sprachgebrauch wird aber Wysschaja Hockey-Liga B (russisch ВХЛ-Б) verwendet.

## Teilnehmer der Saison 2017/18

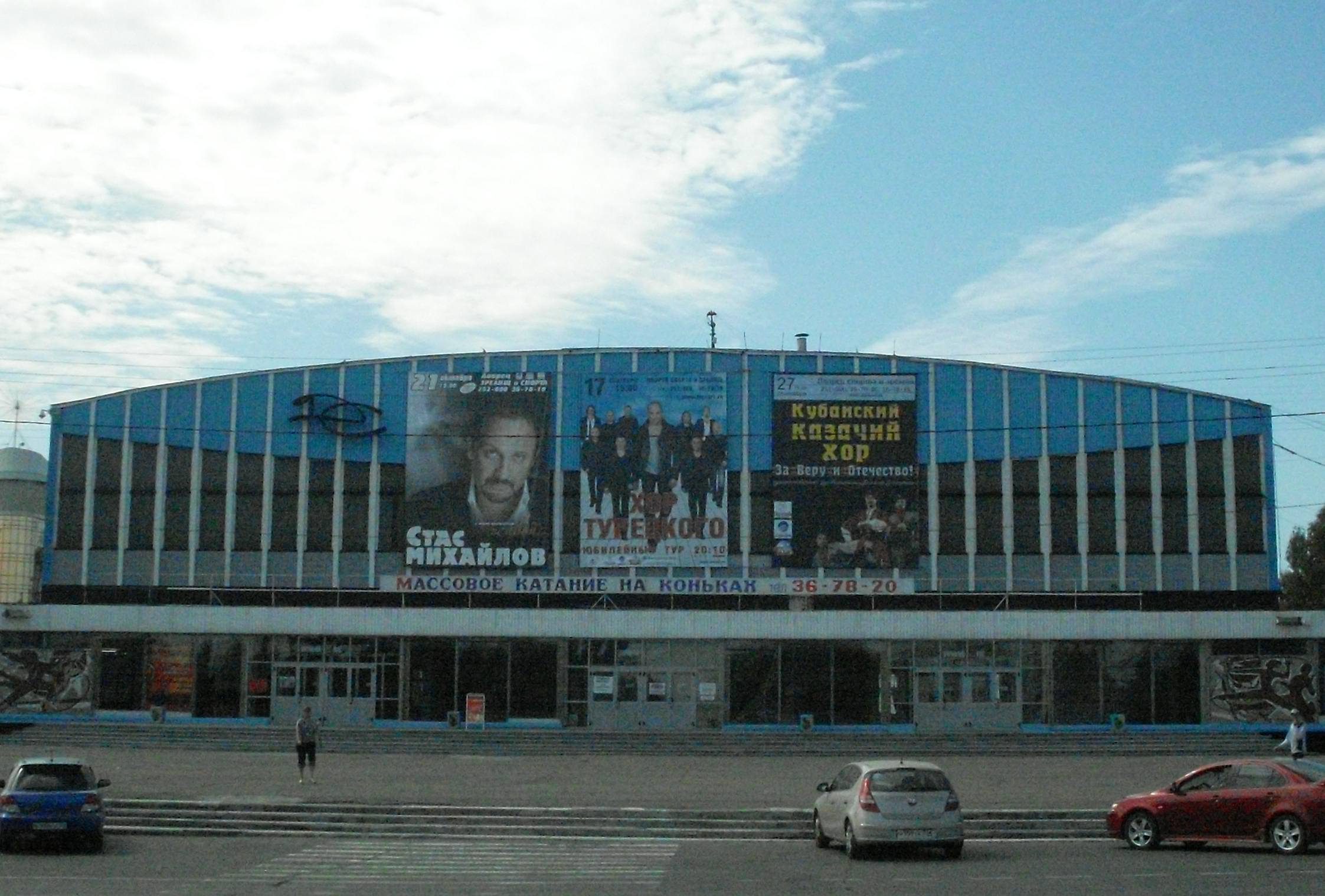
Sportpalast Barnaul

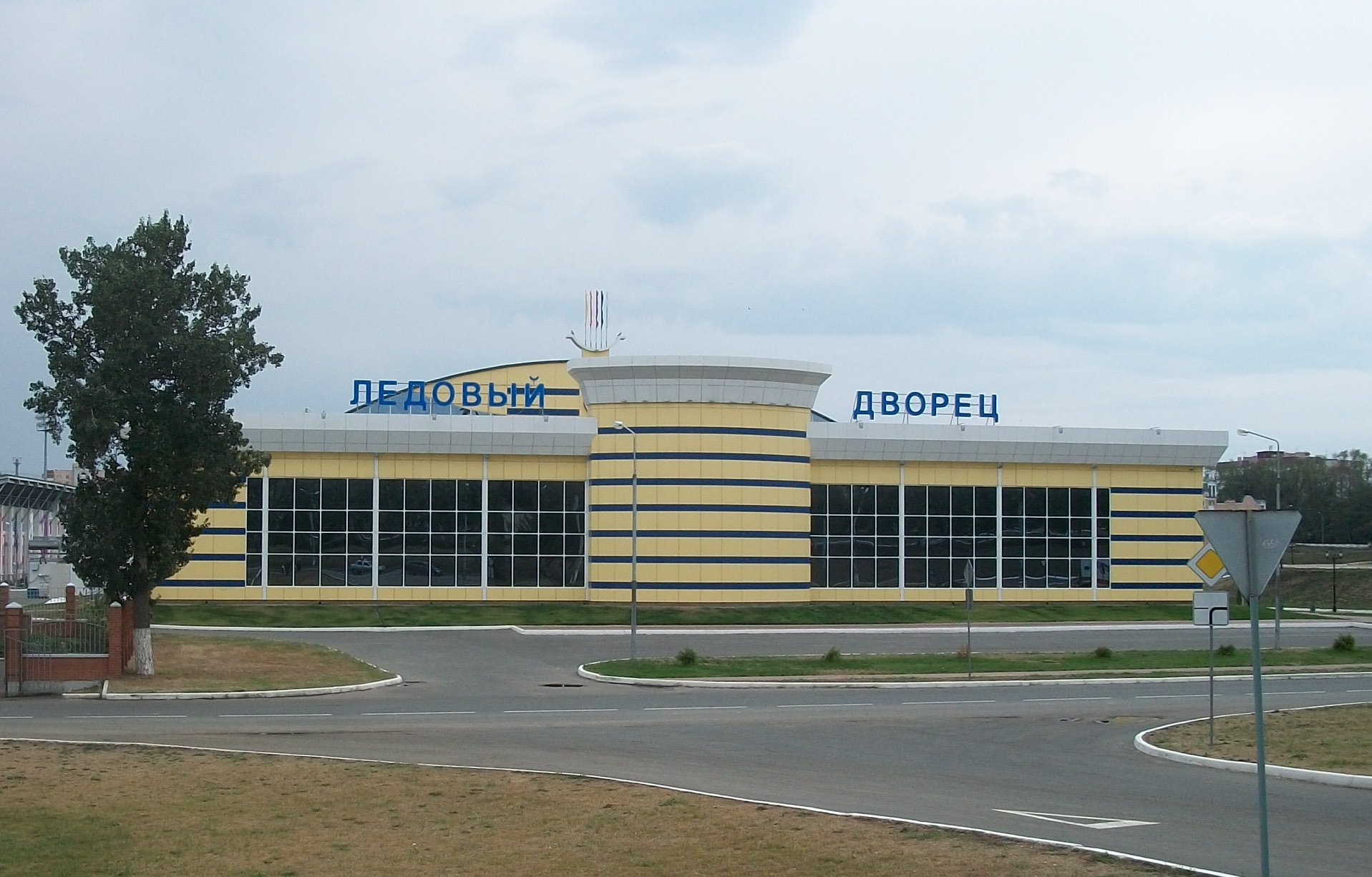
Sportpalast Mordowija

| Mannschaft           | Standort               | Arena                        | Zuschauer-Kapazität |
| -------------------- | ---------------------- | ---------------------------- | ------------------- |
| Altai Barnaul        | Barnaul                | Sportpalast G.S. Titow       | 3800                |
| Kristall Saratow     | Saratow                | Sportpalast Kristall         | 5000                |
| HK Mordowija Saransk | Saransk                | Eispalast Republik Mordowija | 3300                |
| HK Rostow            | Rostow am Don          | Ice-Arena                    | 600                 |
| HK Tscheboksary      | Tscheboksary           | Tscheboksary-Arena           | 7500                |
| HK Tambow            | Tambow                 | Eispalast Kristall           | 1200                |
| Junior-Sputnik       | Nischni Tagil          | Eispalast W.K. Sotnikow      | 4200                |
| Junior-Kurgan        | Kurgan                 | Eispalast N.W. Paryschew     | 2500                |
| HK Tschelny          | Nabereschnyje Tschelny | Eissportpalast Tschelny      | 1500                |

| Tschelny |

| Nischni Tagil |

| Mordowija |

| Kristall Saratow |

| HK Tambow |

| HK Rostow |

| Altai Barnaul |

| Junior-Kurgan |

| Tscheboksary |

## Meister
Nach der Ligenreform im Zuge der Auflösung der Sowjetunion wurde in der dritten Spielklasse kein überregionaler Meister mehr ermittelt, sondern nur mehrere Staffelsieger. Diese nahmen an der Aufstiegsrelegation der Wysschaja Liga teil.
Folgende Klubs gewannen die dritte Spielklasse der Sowjetunion:
- 1990 Metallurg Nowokusnezk
- 1989 SKA Chabarowsk
- 1987 Metallurg Nowokusnezk
- 1985 Salawat Julajew Ufa
- 1982 Torpedo Toljatti
- 1981 Metallurg Tscherepowez
- 1979 Torpedo Toljatti

Seit 2012 wird wieder ein Meister der dritten Spielklasse ausgespielt:
- 2012 Slawutych Smolensk
- 2013 HK Mordowija Saransk
- 2014 Slawutych Smolensk
- 2015 HK Rostow
- 2016 HK Tambow
- 2017 HK Rostow